# L'ultimo uomo di Sara
Pour plus de détails, voir Fiche technique et Distribution.
L'ultimo uomo di Sara est un film italien réalisé par Maria Virginia Onorato et sorti en 1974.

## Fiche technique
Sauf indication contraire, les informations mentionnées dans cette section peuvent être confirmées par la base de données cinématographiques IMDb,  présente dans la section « Liens externes ».
- Titre original italien : L'ultimo uomo di Sara[1],[2]
- Réalisation : Maria Virginia Onorato
- Scénario : Maria Virginia Onorato
- Photographie : Silvano Agosti
- Montage : Silvano Agosti
- Musique : Ennio Morricone (la chanson L'ultimo uomo di Sara est chantée par Carmen Villani)
- Décors : Deanna Milvia Frosini
- Costumes : Deanna Milvia Frosini
- Société de production : Grapp Film
- Pays de production :  Italie
- Langue originale : italien
- Format : Couleur par Eastmancolor - Son mono - 35 mm
- Durée : 115 minutes (1 h 55[1])
- Genre : Giallo
- Dates de sortie :
  - Italie : 13 février 1974

## Distribution
- Rosemarie Dexter : Anna
- Oddo Bracci : Paolo Castellano
- Verena Baer : Sara
- Glauco Onorato : Commissaire Marasso
- Manrico Pavolettoni : Eugenio Ottolenghi
- Franco Tommei :
- Pietro Zardini :
- Enzo Robutti : Le réprésentant de commerce
- Lorenzo Piani : Sandro, l'ami de Sara